# Francois-Xavier Trương Bửu Diệp
Francois-Xavier Trương Bửu Diệp (ur. 1 stycznia 1897 zm. 12 marca 1946) – wietnamski duchowny, Sługa Boży Kościoła katolickiego.

## Życiorys
Przyszedł na świat 1 stycznia 1897 roku. Gdy był dzieckiem zmarła jego matka. Wstąpił do seminarium w Phnom Penh. Mając 27 lat w 1924 roku został wyświęcony na kapłana. W 1946 roku wietnamscy partyzanci uwięzili jego parafian w magazynie ryżu, wówczas Francois-Xavier Trương Bửu Diệp zabiegał o ich uwolnienie zamian za oddanie swojego życia. Został zamordowany mając 49 lat w 1946 roku. Obecnie trwa jego proces beatyfikacyjny.